# Паул Буа Шпата
Паул Буа Шпата (алб. Paul Bua Shpata) — правитель Ангелокастрона (1403 – 1406) и правитель Лепанто (1403 – 1407/1408)

## Биография
Паул был сыном правителя Ангелокастрона и Лепанто Сгура Буа Шпаты. После смерти отца от ран, которые он получил во время боевых действий против графа Кефалии и Закинфа Карло I Токко, Паул стал новым правителем владений Сгура.
Шпата стал правителем земель отца в нестабильное время. Так, Ангелокастрону по прежнему угрожал Карл Токко. В связи с тем, что регион был опустошен военным действиями, и Паул не обладал военными способностями своего отца, Шпата стал вассалом Османской империи. По его призыву в Ангелокастрон прибыл османский отряд под командованием Юсуф Бея. Однако турки потерпели поражение от сил Карло I Токко и османы заключили с ним мирный договор. 
После такой неудачи, Паул Шпата пытался добиться помощи своего родственника деспота Арты Мурика Шпату, но тот отказался прийти. Не имея сил удержать Ангелокастрон, Паул уступил крепость туркам-османам, став править лишь Лепанто. Однако он продал этот город Венеции за 1500 дукатов в мае 1407 или июле 1408 года. В это же время, в 1408 году, Карло Токко удалось захватить Ангелокастрон.